# Seeblick
Die Gemeinde Seeblick liegt im Westen des Landkreises Havelland (Brandenburg). Sie wird vom Amt Rhinow verwaltet.

## Geografie
Seeblick liegt nördlich von Rathenow, östlich der Havel und südlich des Rhinower Ländchen am Ufer des Hohennauener Sees. Das  Naturschutzgebiet Untere Havel Nord liegt teilweise im Gemeindegebiet.

## Gemeindegliederung
Die Gemeinde besteht aus den Ortsteilen Hohennauen, Wassersuppe und Witzke, dem bewohnten Gemeindeteil Elslaake und dem Wohnplatz Kohlhof.

## Geschichte

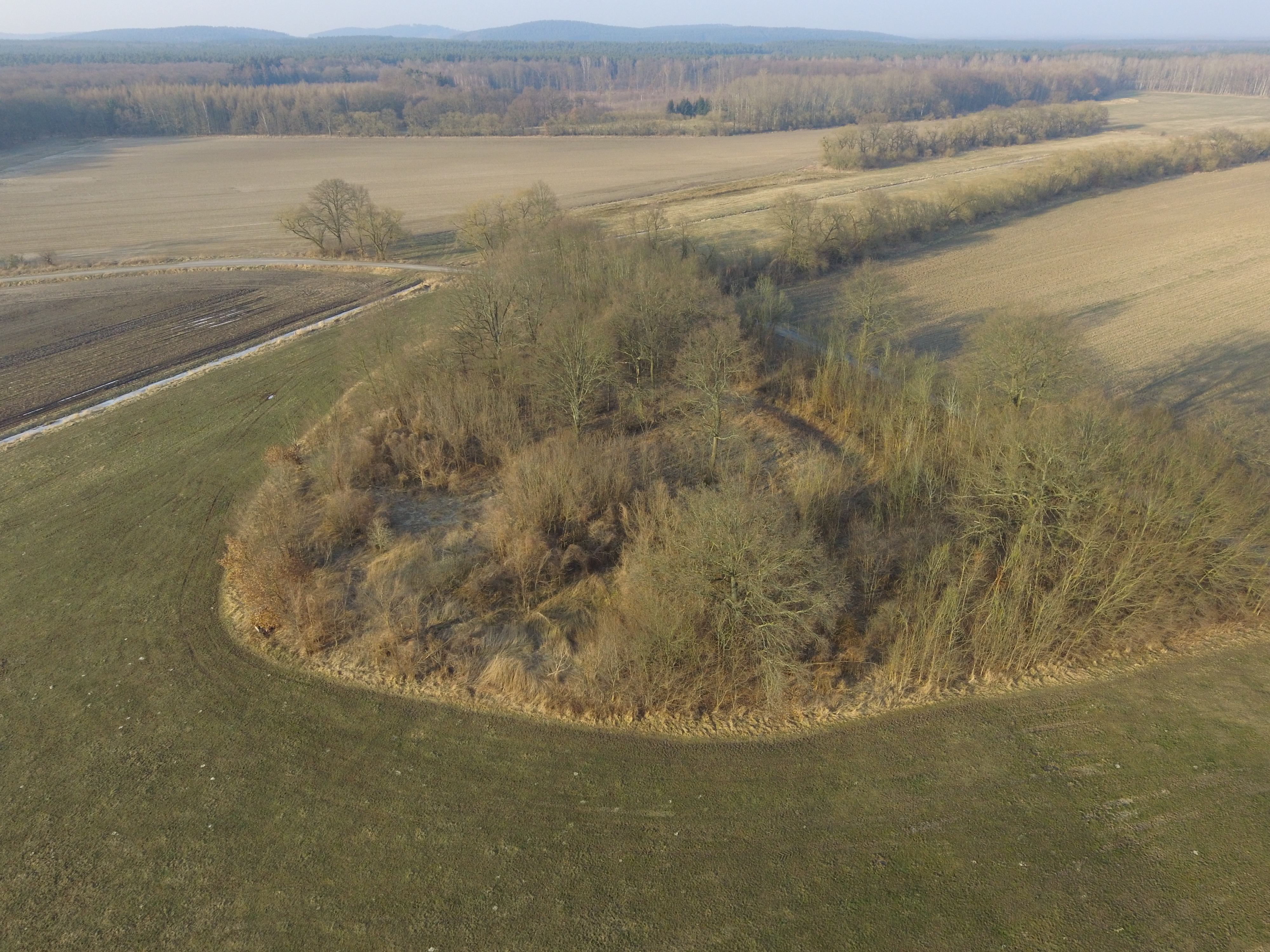
Luftbild des Burgwalls Hohennauen-Witzke

Das Gebiet der Gemeinde Seeblick war im Frühmittelalter slawisch besiedelt. Zwischen den Orten Elslaake und Witzke befindet sich der Burgwall Hohennauen-Witzke, der Überrest eines slawischen Burgwalls aus dem 7. bis 9. Jahrhundert. Von der einstigen Anlage sind noch der ehemaligen Wall und Burggraben erkennbar.
Die Ortsteile Wassersuppe und Witzke wurden im Jahr 1441 in einem Lehnbrief der Familie von der Hagen erstmals urkundlich erwähnt.
Das Dorf Hohennauen wurde um 1200 über einer slawischen Anlage errichtet. Hier stand die im Jahr 1386 erstmals erwähnte Burg Hohennauen. Diese sicherte schon seit dem ausgehenden 12. Jahrhundert das Land Rhinow nach Süden. Das Dorf war bis 1350 im Besitz der Markgrafen von Brandenburg, dann der Grafen von Lindow-Ruppin und der Bischöfe von Brandenburg. Danach waren die Familien von Stechow und Friesack Besitzer des Dorfes. Seit 1486 war die Familie von der Hagen Eigentümer von Hohennauen. Die Burg war bereits nach dem Dreißigjährigen Krieg völlig verfallen, auf der Ruine wurde das Gutsschloss derer von Bornstedt errichtet.
Im 17. Jahrhundert wurde das Rittergut Hohennauen in vier Teile gegliedert. Einen Teil besaß ab 1692 Johann Gottfried von Rauchhaupt. Die anderen Teile waren unter der Familie von Hagen vereinigt. Ab 1692 bzw. 1731 bestanden zwei Herrensitze. Zwischen 1781 bzw. 1802 wurden die Güter mit Wassersuppe, Witzke, Schönholz und Elslake majorisiert. Von 1802 bis 1945 blieb das Gut im Besitz der Familie Kleist von Bornstedt. Die im Ort ansässige Familie von der Hagen errichtete im Ort ebenfalls ein Gutshaus.
Hohennauen, Wassersuppe und Witzke gehörten seit 1817 zum Kreis Westhavelland in der preußischen Provinz Brandenburg und ab 1952 zum Kreis Rathenow im DDR-Bezirk Potsdam. Seit 1993 liegen die Orte im brandenburgischen Landkreis Havelland.
Die Gemeinde Seeblick entstand am 31. Dezember 2001 aus dem freiwilligen Zusammenschluss der bis dahin selbstständigen Gemeinden Hohennauen, Wassersuppe und Witzke.

## Bevölkerungsentwicklung
| Jahr | Hohennauen | Wassersuppe | Witzke |      | Jahr | Seeblick |
| ---- | ---------- | ----------- | ------ | ---- | ---- | -------- |
| 1875 | 400        | 159         | 162    | 2001 | 1000 |          |
| 1910 | 500        | 172         | 138    | 2005 | 1003 |          |
| 1939 | 660        | 158         | 138    | 2010 | 0946 |          |
| 1946 | 951        | 267         | 247    | 2015 | 0910 |          |
| 1950 | 993        | 212         | 198    | 2020 | 0884 |          |
| 1971 | 732        | 140         | 156    | 2021 | 0860 |          |
| 1990 | 767        | 112         | 138    | 2022 | 0885 |          |
| 1995 | 725        | 113         | 123    | 2023 | 0877 |          |
| 2000 | 752        | 115         | 121    | 2024 | 0859 |          |

 Gebietsstand des jeweiligen Jahres, Einwohnerzahl: Stand 31. Dezember (ab 1991), ab 2011 auf Basis des Zensus 2011, ab 2022 auf Basis des Zensus 2022

## Politik

### Gemeindevertretung
Die Gemeindevertretung von Seeblick besteht aus zehn Gemeindevertretern und dem ehrenamtlichen Bürgermeister. Die Kommunalwahl am 26. Mai 2019 führte zu folgendem Ergebnis:
| Partei / Wählergruppe            | Stimmenanteil | Sitze |
| -------------------------------- | ------------- | ----- |
| SPD                              | 50,2 %        | 6     |
| FDP                              | 24,5 %        | 2     |
| Einzelbewerber Patrick Höffler   | 12,4 %        | 1     |
| Einzelbewerberin Kathy Seidel    | 06,9 %        | 1     |
| CDU                              | 03,2 %        | –     |
| Einzelbewerber Bernhard Bukowski | 02,8 %        | –     |

### Bürgermeister
- 2003–2008: Anke Bölke (FDP)[8]
- 2008–2014: Ernst-Dietrich Wille (CDU)[9]
- 2014–2024: Ulf Gottwald (SPD)[10][11]
- seit 2024: Patrick Höffler (Einzelbewerber)

Höffler wurde in der Bürgermeisterwahl am 9. Juni 2024 bei einer Gegenkandidatin mit 61,3 % der gültigen Stimmen für eine Amtszeit von fünf Jahren gewählt.

## Sehenswürdigkeiten

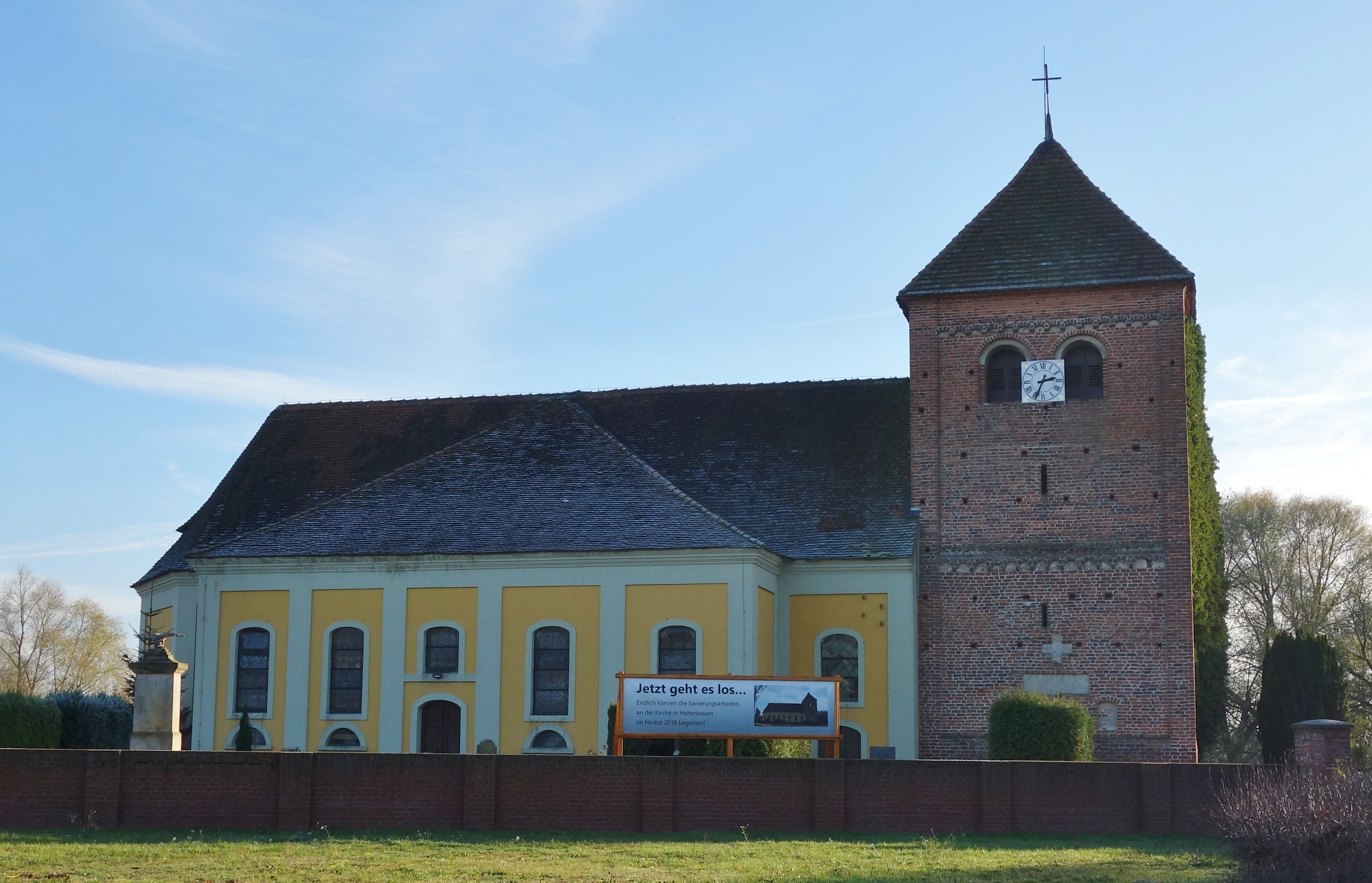
Dorfkirche in Hohennauen

In der Liste der Baudenkmale in Seeblick stehen die in der Denkmalliste des Landes Brandenburg eingetragenen Baudenkmale. Weitere Sehenswürdigkeiten sind:
- Gutshaus Wassersuppe, barocker, eingeschossiger Bau aus dem Jahr 1780. Am Türsturz weist der Bau ein Allianzwappen auf.
- Rittergut Hohennauen aus dem Jahr 1792 am nördlichen Ende des Gutsparkes. Der einfache zweigeschossige Putzbau von elf Achsen besitzt ein Walmdach. Im Inneren findet sich eine Eichenholztreppe mit ovalem Auge. Nach 1945 wurde der Bau als Kinderheim genutzt.
- Schloss Hohennauen, ursprünglicher Fachwerkbau, später als eingeschossige Dreiflügelanlage mit Wirtschaftsgebäuden umgebaut. Das Schloss wurde unter der Herrschaft des Hans Ehrentreich von Bornstedt im Jahr 1778 erheblich umgestaltet. Nach 1928 wurde der Bau stark verändert und erhielt den Mittelrisalit und diente als Schule.
- Dorfkirche Wassersuppe, ein Fachwerkbau mit Dachturm aus dem Jahr 1756, im 19. Jahrhundert als Backsteinbau umgebaut. Der hölzerne Kanzelaltar aus dem Jahr 1703 stammt von Johann Christoph Richter, die Kanzel aus dem frühen 15. Jahrhundert.
- Dorfkirche Witzke, ein Fachwerkbau mit Dachturm, war angeblich die ärmste Kirche der Mark Brandenburg
- Barocke Dorfkirche Hohennauen aus dem Jahr 1724. Der Westturm stammt vom romanischen Vorgängerbau aus der Mitte des 13. Jahrhunderts. Er ist ein typischer Wehrturm mit Schießscharten. Sehenswert sind der geschnitzte Altaraufsatz, die Kanzel von 1610, das Taufbecken aus Sandstein von 1603 und die Sandstein- und Holzepitaphe der Familien von der Hagen und Rauchhaupt-Bornstedt aus den Jahren 1759 bzw. 1708. Unter der Patronatsloge steht der um 1769 entstandene prunkvolle Sandsteinsarkophag der Katharina Hedwig von der Hagen mit Allianzwappen und Inschriften. Mehrere Gemälde aus dem 18. Jahrhundert zieren das Innere.
- Zwischen den Orten Elslaake und Witzke liegt der bereits erwähnte Burgwall Hohennauen-Witzke.

## Verkehr
Durch den Ort führt die B 102 von Rhinow nach Rathenow.
Der Haltepunkt Hohennauen lag an der 2003 stillgelegten Bahnstrecke Neustadt (Dosse)–Rathenow.

## Persönlichkeiten
- Karl Theophil Guichard, auch Quintus Icilius (1724–1775), preußischer Offizier und Militärschriftsteller, gestorben in Wassersuppe
- Karl Wilhelm Heinrich von Kleist (1836–1917), preußischer Offizier, General der Kavallerie, geboren in Hohennauen